# スマッシュ・パレス-孤独な暴走-
『スマッシュ・パレス-孤独な暴走-』（英: Smash Palace）は、1981年のニュージーランド映画。ロジャー・ドナルドソンが監督・脚本・製作の3役を務めている。
日本ではビデオスルーとなった。

## ストーリー
自動車解体業を営むアルは、ある日妻が親友レイと浮気をしていることに気づく。怒ったアルは報復としてレイの娘を誘拐する。

## キャスト
- ブルーノ・ローレンス
- アンナ・マリア・モンティチェリ
- グリア・ロブソン
- キース・アバーダイン
- デスモンド・ケリー
- ショーン・ダフィ
- リン・ロブソン